# Сиам в Первой мировой войне

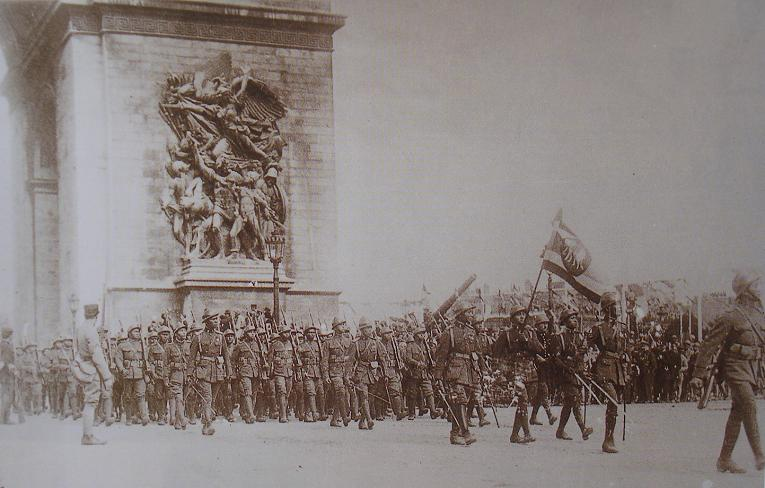
Сиамский экспедиционный корпус, Париж, Парад победы 1919 года.

Королевство Сиам вступило в Первую мировую войну 22 июля 1917 года, до этого сохраняло нейтралитет. Королевство объявило войну Германской империи и Австро-Венгрии и выступило на стороне Антанты.

## Предпосылки

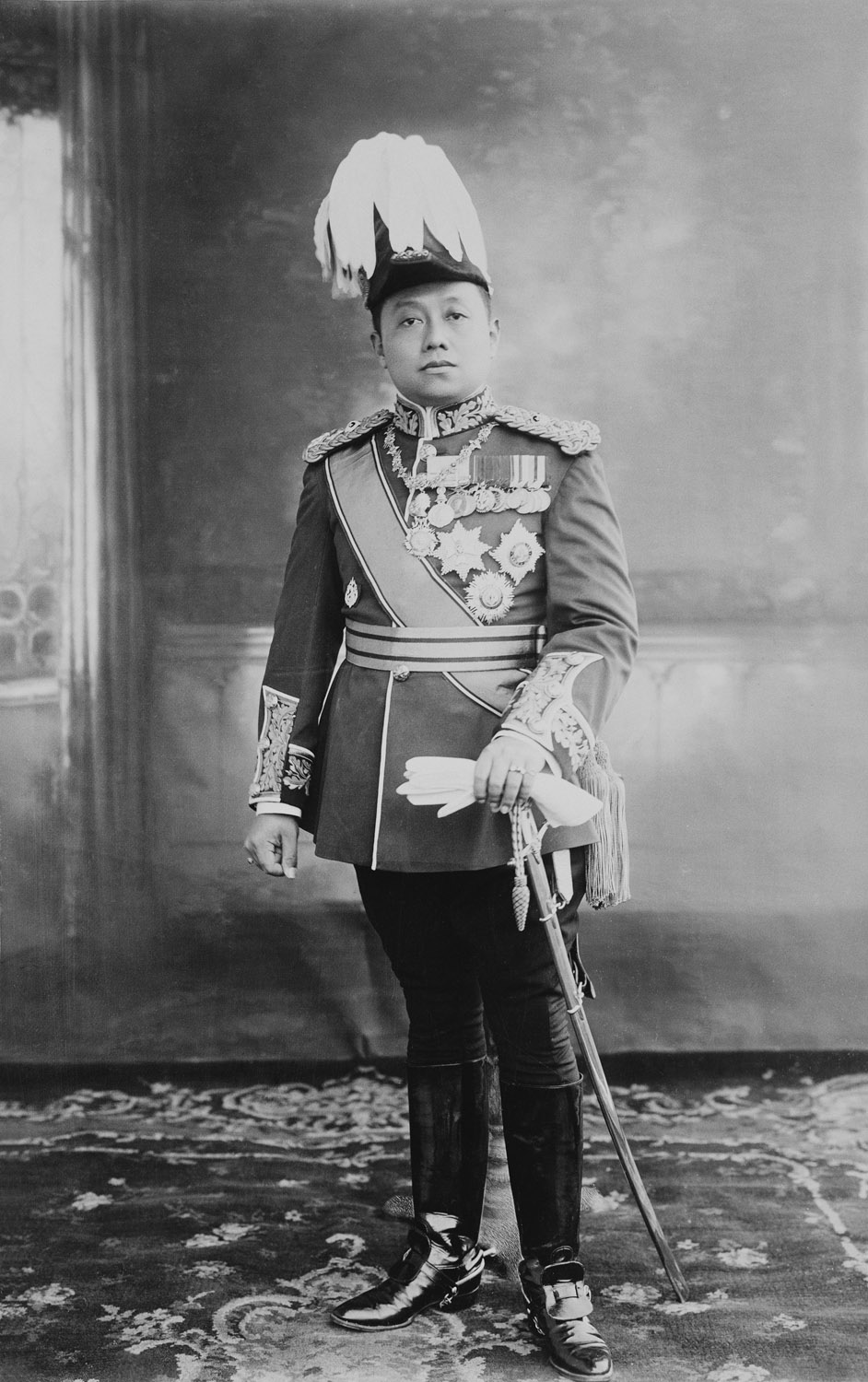
Король Рама VI одет в форму британского генерала в 1917 году.

К началу Первой мировой войны у Сиама были тёплые отношения с обеими сторонами. Сиам был единственной азиатской страной, где немецкий бизнес был хорошо развит, с годовым объёмом торговли в 22 миллиона немецких марок до войны. На сиамское правительство работали 48 немецких граждан. Немцы, такие как Оскар Франкфуртер, основавший Сиамскую национальную библиотеку, и Эмиль Флорио, возглавлявший Сиамский коммерческий банк, были важны для страны. С другой стороны, принц Девавонгсе Варопракар (сиамский министр иностранных дел) был дружен с британскими деятелями, такими как британский министр сэр Герберт Деринг, который консультировал его по вопросам политики. Сам король, Рама VI, получил британское образование, и другие принцы, активно участвовавшие в выработке политики, такие как принц Чарун и принц Чакрабон, были союзниками Антанты. В торговле рисом Сиама доминировала Великобритания, а комиссар полиции Сиама был британцем.
Принцы Сиама, которые действовали как министры и принимали решения, разделились по этому вопросу, хотя предпочитали Великобританию. Принц Чакрабонгсе, следующий на престоле после Рамы VI и начальник генерального штаба, ненавидел всё британское, но любил Россию и Францию из-за своего пребывания в России. Он был агрессивным, воинственным принцем, выступающим за войну. В конечном итоге он организовал сиамский экспедиционный корпус. Однако принц Девавонгсе, отвечавший за иностранные дела, был гораздо более умеренным: предпочитал сохранять нейтралитет Сиама, при этом не желая портить отношения с Великобританией и Францией. Принц Чарун, самый важный дипломат Сиама, был англоманом, сомневавшимся в отношении Франции. Однако другие старшие по званию принцы, такие как принц Парибатра Сухумбандху, Махидол Адульядет и Рангсит Праюрасакди, были прогерманскими. Они получили образование в Германии и дружили с немцами. Принц Парибатра был военно-морским министром с 1910 по 1920 год.
Среди других крупных игроков сиамской внешней политики были британский министр Герберт Деринг, один из самых влиятельных иностранцев в Сиаме, непопулярный Пьер Лефевр-Понталис, представлявший Францию, Фердинанд Якобус Домела Ньювенхейс, представлявший Нидерланды (продвигающий прогерманские взгляды, которые не нравились многим) и Поль фон Бури, министр Германии в Бангкоке. Австро-венгры не имели большой популярности в Сиаме. И германские, и австро-венгерские министры, фон Бури и граф Водианер фон Маглод, уехали домой в 1914 году и не могли вернуться, оставив свои посольства Германии и Австро-Венгрии на попечении Эрвина Реми и Эмиля Кейля соответственно.
Хотя Сиаму удалось сохранить свою независимость от европейских колониальных держав, Сиам был вынужден уступить Лаос и Камбоджу Франции, а Кедах, Келантан, Тренгану и Перлис — Великобритании в период с 1889 по 1909 годы, и сиамское правительство было вынуждено предоставить экстерриториальные права иностранных граждан. В 1909 году длительный период переговоров о сиамских границах фактически закончился. Рама VI надеялся пересмотреть неравноправные договоры, приняв сторону союзных держав.
Первая мировая война не оказала прямого воздействия на Сиам из-за большого расстояния не только от Европы, но и от колониальных территорий Германии в Тихом океане и на побережье Китая. Поэтому в июле 1914 года Сиам объявил о своем нейтралитете в начавшейся войне по нескольким причинам: стремление к экономической стабильности, опасения перед угрозой иностранного вторжения со стороны соседних колоний, таких как Индия и Малайя,  а также нежелание воевать на стороне стран, которым уступили земли. Однако вступление в войну позволило бы королю укрепить позиции Сиама на международной арене и укрепить монархию в сиамском государстве.
Однако Сиам в некоторой степени пострадал от войны, отразилось это и на принцах. Принцу Махидолу, обучающемуся в Германии, посоветовали уехать в нейтральную страну и изучать полезные предметы, такие как языки, международное право и т. д., но он отказался и остался до 1915 года. Принц Чудадхудж Дхарадилок путешествовал по Швейцарии и Пхра Санпхакит Прича из лондонской миссии получил приказ доставить его во Францию. Молодые принцы, получившие среднее или высшее образование в Германии, остались, а сиамским принцам в иностранных армиях, таких как Прачадипок (позже Рама VII), было приказано оставить свои должности, чтобы соответствовать сиамскому нейтралитету. Принц Пурахатра Джаякара отправился в круиз по норвежским фьордам в июле 1914 года, когда разразилась война. С экономической точки зрения Сиам сильно пострадал. Судоходство в Бангкоке прекратилось в августе 1914 года, и немецкие корабли, ведущие торговлю между Сингапуром и Гонконгом, искали убежище на сиамских берегах. Цены на импортные товары выросли в среднем на 30-40 %, а строительство железных дорог замедлилось до минимума, поскольку стали и цемента достать было невозможно. Однако к сентябрю цены вернулись к норме, поскольку британские и норвежские корабли взяли на себя торговлю. Немецкий бизнес в Сиаме пришёл в упадок, и к 1915 году Немецко-сиамская торговая компания была ликвидирована.
В период сиамского нейтралитета у немцев были планы начать операции в Сиаме. Поддерживаемая Германией индийская националистическая партия Гадар стремилась проложить маршрут между Северной Америкой и Индией через Сиам. Немцы хотели разбить лагерь в джунглях у границы с Бирмой. Немецкий совет в Шанхайском международном сеттльменте отправит в лагерь оружие для обучения гадарских революционеров, которые будут отправлены в Бирму, чтобы настроить местную военную полицию — в основном индийцев — против колониальных властей. Это было отмечено британцами в Бангкоке, и британский министр в Сиаме Герберт Деринг сообщил об этом принцу Девавонгсе, заявив, что немцы планируют собрать 10-тысячную армию для свержения британской администрации в Индии. Позже выяснилось, что части плана были выполнены: немцы, жившие в Чикаго, отправили оружие и деньги повстанцам, а немецкий консул в Бангкоке Эрвин Реми и немецкий посол в Шанхае Герр Книппинг несли ответственность за создание и финансирование лагеря.
Что касается британцев, то англоязычные газеты Сиама выступали за Антанту. В ответ немцы открыли собственную газету «Умшау». Сиамцы работали с британцами, чтобы раскрыть германо-индийский заговор, и ужесточили свой контроль на южной железной дороге и западном побережье, чтобы следить за индийскими националистическими революционерами и припасами, посланными японскими гражданами, сочувствующими Центральным державам. Британцы похвалили Сиам за «оказанные услуги». Начиная с 1915 года, король проявлял свои симпатии к Антанте. В конце 1915 года он пожертвовал деньги вдовам и сиротам солдат Даремской лёгкой пехоты, в которой он служил. В сентябре королю было предложено почётное звание генерала от короля Георга V, а Рама VI предложил взамен сиамское звание генерала. Принцы присутствовали на мероприятиях групп Красного Креста союзников. Потопление «Лузитании» побудило короля написать длинную статью в журнале Royal Navy League, Samutthasan, осудив этот акт. Хотя он придерживался антинемецких взглядов, он писал под псевдонимом и осторожно выражал своё мнение.
Король использовал войну как средство продвижения концепции сиамской нации и укрепления своей легитимности, которая была оспорена военными во время Дворцового восстания 1912 года.

## Участие в войне
22 июля 1917 года Сиам объявил войну Германской империи и Австро-Венгрии. Двенадцать немецких судов, пришвартованных в сиамских портах, были немедленно захвачены. Их экипажи вместе с другими гражданами Центральных держав были задержаны и отправлены в Индию, чтобы присоединиться к своим согражданам в лагерях для интернированных.
Сиам был единственной страной в Юго-Восточной Азии, сохранившей полную независимость от различных колониальных империй. Это было единственное государство в регионе, которое вступило в конфликт исключительно по собственной воле, наравне с европейскими державами, а не в составе их колониальных субъектов.
| |
| |
| |
| Король Рама VI изменил национальный флаг Сиама в 1917 году. От белого слона на красном фоне до дизайна, цвета которого совпадают с цветами его союзников. |

Как явный символ новой двусторонней стратегии активного сотрудничества с мировыми державами и обновления и реструктуризации внутри страны, король санкционировал изменение дизайна национального флага. Новый флаг имел дополнительный цвет — синий, и был в полоску. Полосы представляют три элемента нации: религию, корону и общество. Представительство военных было разделено между королём и народом. Новые цвета — синий, белый и красный — также, почти наверняка преднамеренно, сочетаются с флагами Великобритании, Франции, США и России. Новый флаг появился 28 сентября 1917 года. Первоначально были распространены два варианта: нынешние пять горизонтальных полос и вариант, сохраняющий преемственность и престиж старого флага, с традиционным символом белого слона на красном диске, наложенным на новые полосы, вариант нынешнего флага Королевского военно-морского флота Таиланда. Когда сиамский экспедиционный корпус участвовал в параде победы в Париже 1919 года, он был под гибридным флагом.
В сентябре 1917 года был сформирован добровольческий экспедиционный корпус в составе медицинского, автотранспортного и авиационного отрядов. В начале 1918 года из тысяч добровольцев было отобрано 1284 человека. Силы под командованием генерал-майора Прайя Бхиджай Джанридди должны были быть отправлены во Францию. 30 июля 1918 года сиамцы высадились в Марселе. Около 370 пилотов и наземный персонал были отправлены на аэродромы в Истре, Ле Кротуа, Ла Шапель-ла-Рейн, Бискарроссе и Пиоксе для переподготовки, так как пилоты были признаны неспособными выдержать высотный воздушный бой.
1 августа, когда французские и британские дивизии продвигались к немецким позициям на Марне, французы выбрали несколько человек из сиамского отряда, чтобы сформировать первый сиамский трудовой добровольческий отряд, который прошёл краткую подготовку и прибыл на фронт 4 августа 1918 года во время Второго Марнского сражения. Пья Бхиджай Джанриддхи служил наблюдателем во время битвы. Это был первый сиамский отряд, увидевший фронт. Затем в середине сентября сухопутные войска активно вышли к линии фронта.
В августе того же года на фронт были отправлены медицинские и автотранспортные отряды, которые участвовали в боях в Шампани и Мёз-Аргоннском наступлении. Сиамские лётчики ещё не закончили подготовку, когда было заключено перемирие 11 ноября 1918 года. С другой стороны, сухопутные войска отличились под огнём и были награждены орденами Круа де Герр и орденом Рамы. Сухопутные войска участвовали в оккупации Нойштадт-ан-дер-Хардт в Рейнской области Германии, а также приняли участие в параде Победы в Париже в 1919 году.

## Последствия

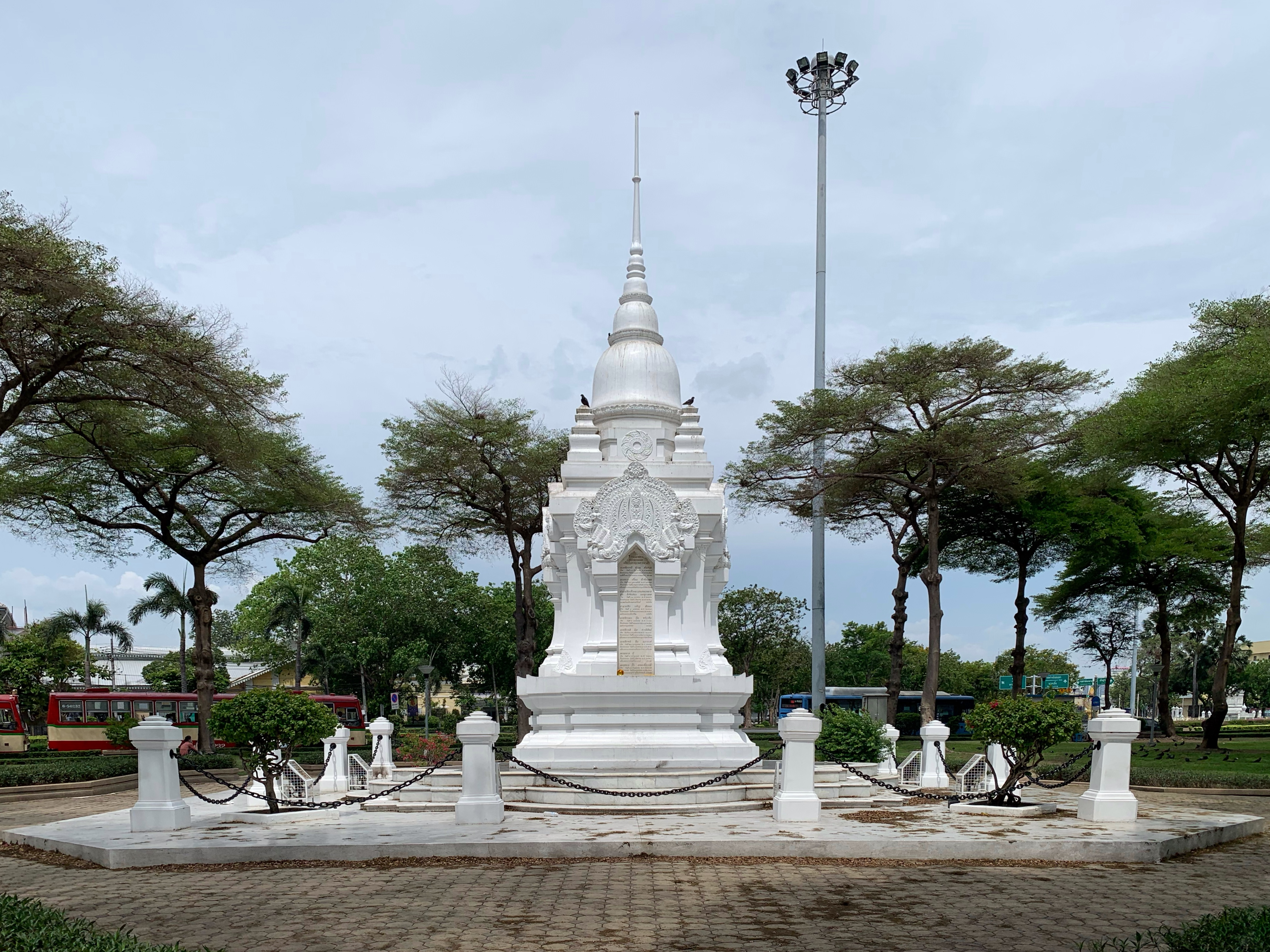
Мемориал тайских добровольцев Первой мировой войны, Бангкок.

В конце войны Сиам участвовал в Парижской мирной конференции и стал одним из основателей Лиги Наций. К 1925 году США, Великобритания и Франция отказались от своих экстерриториальных прав в Сиаме. Сиам был награждён конфискованными немецкими торговыми судами.
Сиамские потери во время войны составили 19 человек. Два солдата погибли перед отъездом во Францию, а остальные погибли в результате несчастных случаев или болезней. Мемориал в честь сиамских солдат, погибших в первой мировой войне, открылся 22 июля 1921 года в Санам Луанг, в центре Бангкока. Последний выживший солдат сиамских экспедиционных войск Йод Сангрунгруанг скончался 9 октября 2003 года в возрасте 106 лет.